# Roberta Lanfranchi
Roberta Lanfranchi (Cremona, 7 aprile 1974) è una conduttrice radiofonica, conduttrice televisiva, attrice, showgirl e ballerina italiana.

## Biografia

### Carriera
Ha studiato danza dall'età di quattro anni, ed è come ballerina che inizia la sua carriera televisiva. Nella primavera del 1995 è infatti nel corpo di ballo di Non dimenticate lo spazzolino da denti, varietà condotto da Fiorello in onda in prima serata su Canale 5. La stagione successiva è ballerina del varietà Buona Domenica, in onda su Canale 5 con la conduzione di Lorella Cuccarini. Con lo stesso gruppo di lavoro, nella tarda primavera del 1996 prende parte come ballerina al varietà Campioni di ballo, spin off di Buona domenica, in onda in prima serata su Rete 4. Nella stagione 1996/1997 acquisisce notorietà ricoprendo il ruolo di velina di Striscia la notizia al fianco della collega Marina Graziani. Nella primavera del 1998, dopo una pausa di qualche mese dovuta alla sua prima gravidanza, passa in Rai, come prima ballerina del varietà Fantastica italiana, condotto in prima serata su Rai1 da Giancarlo Magalli.  Nella stagione 1998/1999 torna a ricoprire il ruolo di velina a Striscia la notizia . Nell'estate del 1999 prosegue la collaborazione con Antonio Ricci, esordendo come conduttrice di Paperissima Sprint, insieme a Naike Rivelli e al Gabibbo. Nei primi mesi del 2000 affianca Gerry Scotti nel varietà di Canale 5 Provini - Tutti pazzi per la TV, mentre nell'estate dello stesso anno è la conduttrice della striscia quotidiana Estatissima Sprint al fianco del Gabibbo in onda in access prime time sempre su Canale 5. 
Nel 2001 partecipa come protagonista nel videoclip della canzone Prima o poi di Michele Zarrillo. Nell'estate dello stesso anno conduce in prima serata sulla neonata LA7 il varietà comico Telerentola - La TV fuori di zucca. In autunno, sempre per la stessa rete affianca Platinette nel programma Fascia protetta, in onda quotidianamente in fascia preserale. Nella tarda primavera del 2002 torna in Rai per affiancare Fabrizio Frizzi nel varietà di Rai 1 Per tutta la vita...? Dopo una breve parentesi su Italia 1 alla guida del programma per bambini Ziggie, nel 2003 è la primadonna, insieme a Matilde Brandi del varietà di Rai 1 Amore mio (diciamo così), condotto da Claudio Amendola. 
Nel 2006 doppia il personaggio della mammut Ellie nel film d'animazione L'era glaciale 2 - Il disgelo, interpretazione che le ha valso il premio "Leggio d'oro voce cartoon" nel 2006. Ha continuato a doppiare lo stesso personaggio anche nei sequel L'era glaciale 3 - L'alba dei dinosauri, L'era glaciale 4 - Continenti alla deriva e L'era glaciale - In rotta di collisione, tranne nel film spin-off di Buck, nel quale viene sostituita dalla doppiatrice Daniela Abbruzzese. Nel 2007, su Rai 2, assieme a Cesare Cadeo conduce il programma La sposa perfetta. Nel 2007 e nel 2008 conduce con Milo Infante il programma L'Italia sul 2 su Rai 2. Nel 2008 e nel 2009 fa parte del cast di Saturday Night Live from Milano su Italia 1.
Nel 2011 torna sugli schermi come opinionista di Domenica in, condotta da Lorella Cuccarini. Sempre nel 2011 partecipa a un episodio della serie Don Matteo. Nel 2012 recita la parte di Luigia ne Il generale dei briganti di Paolo Poeti, miniserie televisiva dedicata alla vita del brigante lucano Carmine Crocco. Dal giugno 2013 conduce tutti i giorni su Rai Radio 1 il programma radiofonico Last Minute e in autunno è tra i concorrenti della terza edizione di Tale e quale show, condotto da Carlo Conti.Dal 6 luglio 2014 diventa speaker per RDS; inizialmente in coppia con Filippo Firli solo la domenica mattina, lo affianca poi anche nel drive time durante la settimana (dal lunedì al giovedì dalle 18 alle 22). Da dicembre 2016, in seguito all'addio di Rosaria Renna, inizia a condurre il programma pomeridiano di RDS (dal lunedì al sabato dalle 15 alle 19) insieme a Claudio Guerrini.
Nel 2017 partecipa come concorrente a Celebrity Bake Off su Real Time. Nel 2018, dopo 19 anni, ritorna alla conduzione di Paperissima sprint, esperienza che ripete per sette stagioni consecutive sino a giugno 2025. Nel 2022 partecipa come concorrente a Back to School, programma condotto da Nicola Savino su Italia 1.

### Vita privata
Nel 1997 ha sposato l'attore Pino Insegno, con il quale era fidanzata dal 1994 e dal quale ha divorziato nel 2007. Il 15 aprile 2012 ha sposato l'autore televisivo Emanuele Del Greco. Ha tre figli: due avuti durante il primo matrimonio e uno avuto durante il secondo.

## Filmografia

### Cinema
- Poveri ma ricchissimi, regia di Fausto Brizzi (2017)

### Televisione
- Piloti (2008)
- Don Matteo – serie TV, episodio 8x04 (2011)
- Il generale dei briganti, di Paolo Poeti – miniserie TV (2012)

### Video musicali
- Prima o poi di Michele Zarrillo (2001)

### Doppiaggio
- L'era glaciale 2 - Il disgelo (2007)
- L'era glaciale 3 - L'alba dei dinosauri (2009)
- Shaolin Soccer Mei "Ravioli Kung Fu" (2010)
- L'era Natale – cortometraggio (2011)
- L'era glaciale 4 - Continenti alla deriva (2012)
- L'era glaciale - La grande caccia alle uova (2016) - cortometraggio
- L'era glaciale - In rotta di collisione (2016)

## Teatro
- Colto in flagrante, regia di Claudio Insegno (2001)
- Se il tempo fosse un gambero, regia di Pietro Garinei, (2003)
- Cenerentola (musical, per la regia di Massimo Romeo Piparo, (2009)
- Smetti di piangere Penelope, regia di Massimo Romeo Piparo, (2011-2012)
- Dolcemente Complicate, regia di Giovanni De Feudis (2013)
- Sette spose per sette fratelli, regia di Massimo Romeo Piparo, (2014)
- Belle Ripiene (2018-2019)

## Programmi TV
- Non dimenticate lo spazzolino da denti (Canale 5, 1995) ballerina
- Buona Domenica (Canale 5, 1995-1996) ballerina
- Campioni di ballo (Rete 4, 1996) ballerina
- Striscia la notizia (Canale 5, 1996-1997, 1998-1999) velina
- Fantastica italiana (Rai 1, 1998) prima ballerina
- Paperissima Sprint (Canale 5, 1999; dal 2018)
- Provini - Tutti pazzi per la TV (Canale 5, 2000)
- Estatissima Sprint (Canale 5, 2000)
- Telerentola (LA7, 2001)
- Fascia protetta (LA7, 2001)
- Per tutta la Vita (Rai 1, 2002)
- Ziggie (Italia 1, 2002)
- Amore mio (diciamo così) (Rai 1, 2003)
- Positano Positano (Rai 1, 2003)
- Music Star (Rai 2, 2006) concorrente
- Piazza Grande (Rai 2, 2006-2007)
  - Piazza Grande - Speciale Oroscopo (Rai 2, 2006)
- L'Italia sul 2 (Rai 2, 2007-2008)
- L'Italia sul 2 - Giovani (Rai 2, 2007)
- Telethon (Rai 2, 2007-2008)
- La sposa perfetta (Rai 2, 2007)
- Premio Bellisario (Rai 2, 2008)
- Saturday Night Live from Milano (Italia 1, 2008-2009)
- Tale e quale show (Rai 1, 2013) concorrente
- Tale e quale show - Il Torneo (Rai 1, 2013) concorrente
- 11º Premio Città di Monopoli (Canale 7, 2015)
- Celebrity Bake Off (RealTime, 2017) concorrente
- Miss Italia (LA7, 2017-2018) inviata
- Back to School (Italia 1, 2022) concorrente
- #OnePeopleOnePlanet - Concerto per la Terra (RaiPlay, 2023)
- RDS Showcase (Real Time, 2025)

## Radio
- Last Minute (Rai Radio 1, 2013)
- Filri - Roberta (RDS, 2014-2016)
- Guerrini & Lanfranchi Show (RDS, dal 2016)

## Pubblicità
- Bon Bons Malizia (1998-1999)
- Tonno Rio Mare (2002)
- Stannah Montascale (2018)
- 5x1000 alla Fondazione Sospiro (2021)

## Riconoscimenti
- Leggio d'oro
  - 2017 – Premio voce cartoon per L'era glaciale 2 - Il disgelo